# Дромколлихер
Дромколлихер (англ. Dromcolliher , также Drumcollogher; ирл. Drom Collachair) — деревня в Ирландии, находится в графстве Лимерик (провинция Манстер) на пересечении дорог R522 и R515.

## Демография
Население — 524 человека (по переписи 2006 года). В 2002 году население составляло 496 человек.
Данные переписи 2006 года:
| Общие демографические показатели |               |                               |                               |      |      |
| Всё население                    | Всё население | Изменения населения 2002—2006 | Изменения населения 2002—2006 | 2006 | 2006 |
| 2002                             | 2006          | чел.                          | %                             | муж. | жен. |
| 496                              | 524           | 28                            | 5,6                           | 257  | 267  |